# Robert William Thomson

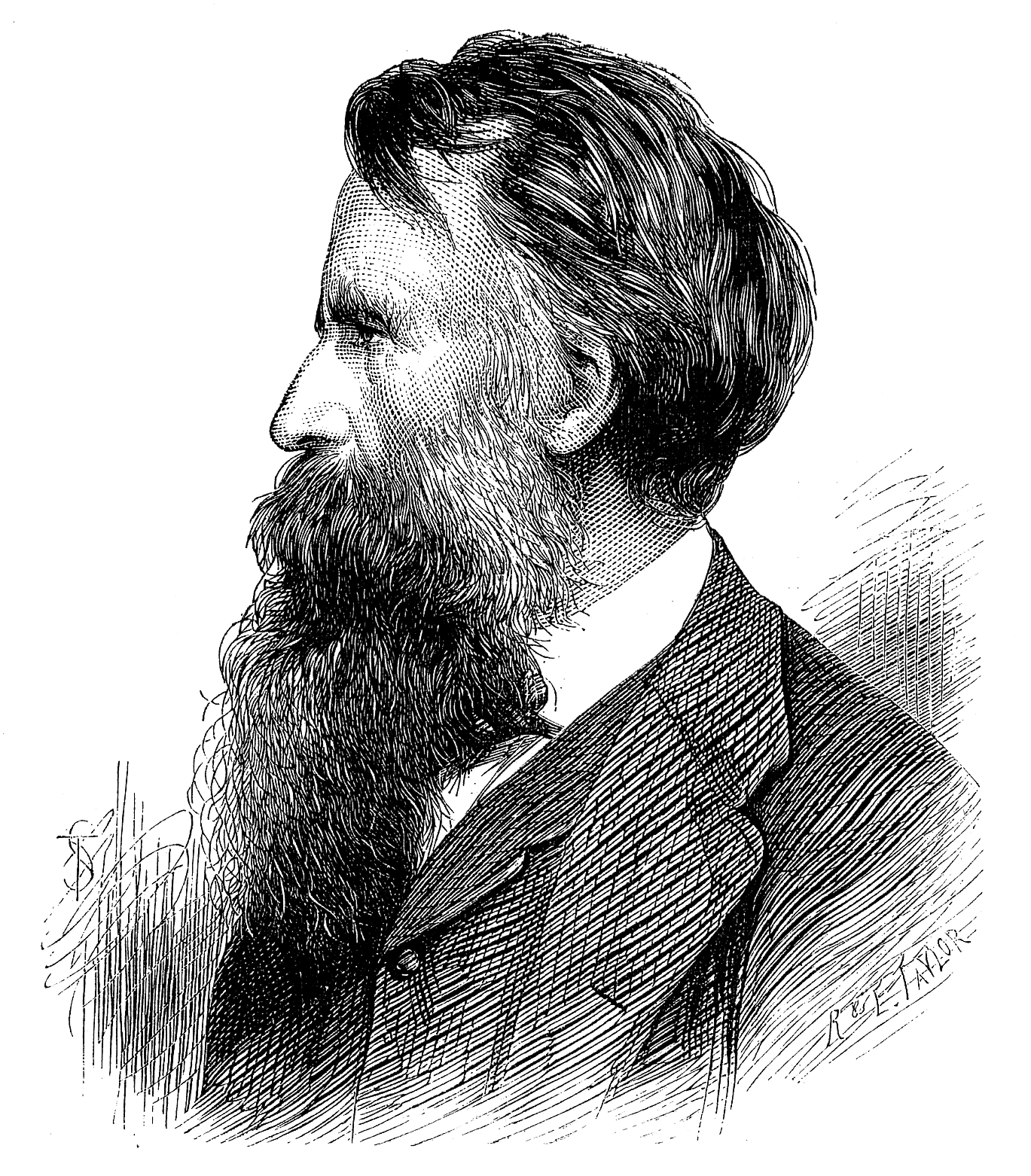
Robert William Thomson

Robert William Thomson (* 1822 in Stonehaven, Kincardineshire, Schottland; † 8. März 1873 in Moray Place, Edinburgh) war ein schottischer Konstrukteur, Unternehmer und Erfinder, auf den unter anderem der Luftreifen, der Füllfederhalter und die Bandsäge zurückgehen.

## Herkunft und Jugend

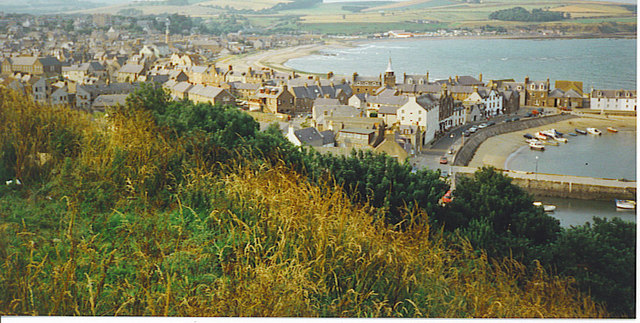
Stonehaven

Thomson wurde 1822 als elftes von zwölf Kindern geboren und am 26. Juli getauft. Der Vater betrieb die Wollspinnerei Carron Wooll Mill. Robert sollte eigentlich eine theologische Laufbahn einschlagen, widersetzte sich aber auch wegen seiner Schwierigkeiten mit Latein. Mit 14 verließ er die Schule und absolvierte im Handelsgeschäft eines Onkels in Charleston (South Carolina) eine kaufmännische Lehre. 1838 kehrte er nach Schottland zurück, wo er in Werkstätten in Aberdeen und Dundee arbeitete Anfangs bildete er sich selber und mit Hilfe eines entsprechend versierten Bekannten in Chemie, Physik (Elektrizitätslehre) und Astronomie weiter.

## Erste Erfindungen

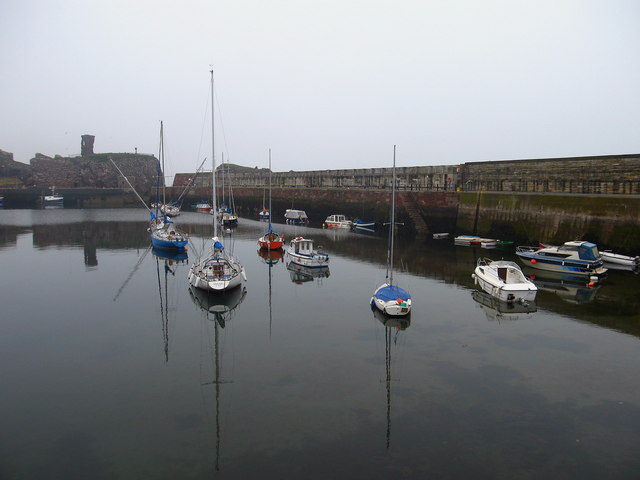
Victoria Harbour in Dunbar, für dessen Anlage Teile von Dunbar Castle gesprengt wurden.

Sein Vater hatte ihm zudem eine Werkstätte eingerichtet, in der er eine Bandsäge und eine verbesserte Wäschemangel konstruierte, die in beiden Drehrichtungen arbeitete.
Hier baute er auch den Prototyp der Drehscheiben-Dampfmaschine, die er viele Jahre später vervollkommnen sollte.
Es folgte ein Ingenieursstudium in Edinburgh und Glasgow. Zeitweise arbeitete er im Ingenieurbüro seines Vetters Mr. Lyon in Edinburgh, das um 1841 auch mit Teilsprengungen an Dunbar Castle beauftragt war. Diese Arbeiten dienten der Vorbereitung zum Bau des neuen Hafens Victoria Harbour, der 1842–1844 erfolgte. Thomson entwickelte dabei ein sicheres System zur elektrischen Zündung von Sprengstoffen. Noch 1841 ging er nach London, wo er unter anderem für die South Eastern Railway (SER) tätig war. Für ein Bahntrassee der SER führte er nach seiner Methode Felssprengungen bei Dover durch. Der Ingenieur Sir William Cubitt (1785–1861) war einer seiner Vorgesetzten. Danach war er kurzzeitig für Robert Stephenson (1803–1859) tätig. 1844 machte er sich mit einem Beratungsbüro für Eisenbahnanlagen selbständig. Sein Vorschlag für eine Streckenführung der Eastern Counties Railway (ECR) wurde vom Parlament gebilligt.

## „Aerial Wheel“

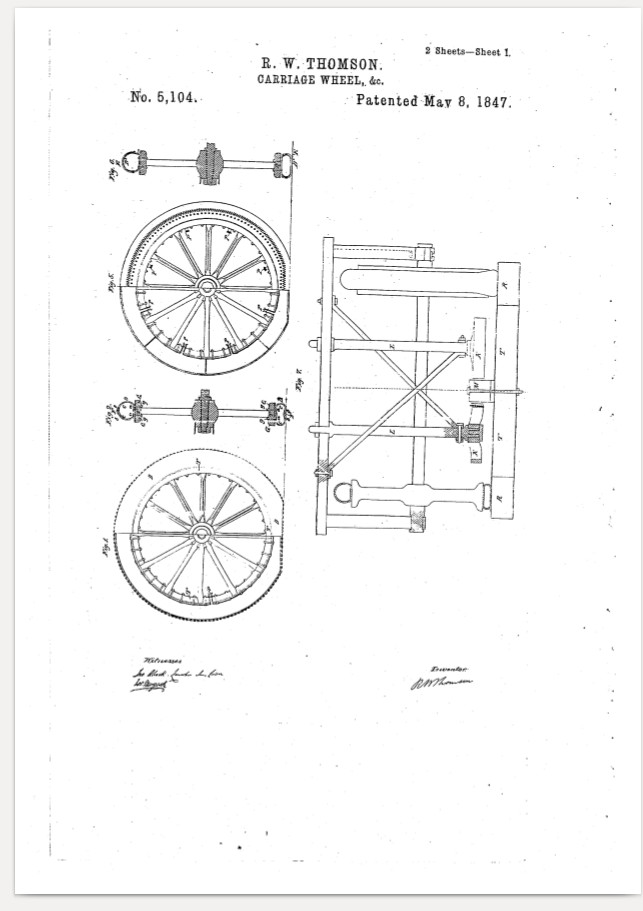
US-Patentschrift Nr. 5104 von 1847 für Thomsons Carriage wheel. Voraus gingen Patente in Großbritannien (Nr. 10990 vom Dezember 1845) und in Frankreich (1846).

Thomson beschäftigte sich auch mit einem Radsystem, das mehr Komfort und Bodenhaftung bieten sollte als die herkömmlichen Kutschenräder mit ihren Eisenreifen. Am 10. Dezember 1845 wurde ihm für sechs Monate das britische Patent Nr. 10990 ausgestellt. Es betraf einen vulkanisierten Luftreifen, den er „Aerial Wheel“ nannte. Erst ein Jahr zuvor hatte der US-Bürger Charles Goodyear (1800–1860) ein amerikanisches Patent betreffend das Verfahren zur Kautschuk-Vulkanisierung erhalten.
Thomsons System bestand aus einem Lederschlauch, in dem ein weiterer Schlauch steckte. Der innere Schlauch bestand aus luftdicht mit Kautschuk vulkanisiertem Canvas-Gewebe und wurde mit Luft gefüllt. Der stabile äußere Lederreifen wurde auf die Felge genietet. Das System funktionierte, war aber teuer. Zudem machte die genietete Konstruktion einen Reifenwechsel überaus aufwendig. 
Im März 1847 wurde das Thomson-Rad im Londoner Regent’s Park öffentlich vorgeführt und in der Folge an mehreren Kutschen angebracht. Die Ergebnisse insbesondere bezüglich Fahrkomfort und Lärmreduktion waren positiv. An einer Brougham-Kutsche hielt ein Satz Aerial wheels immerhin 1200 Meilen (ca. 2000 km). Für eine praktische Anwendung war es indes zu früh. Die Herstellung war viel zu aufwendig, um etwa im Kutschenbau kommerziell erfolgreich aufgenommen zu werden; das Fahrrad steckte noch in den Kinderschuhen. Schließlich war der Bedarf noch nicht gegeben, da erst die spätere Befestigung von Straßen mit vorwiegend grobem Kopfsteinpflaster den Wunsch nach Geräuschminderung vordergründig werden ließ. Thomson beklagte zudem den Mangel an besseren Materialien, insbesondere dünneren Gummibelägen, die seinen Luftreifen praktikabler gemacht hätten. Dennoch ließ er seinen Reifen 1846 auch in Frankreich und 1847 in den USA patentieren. Seine Idee geriet aber rasch in Vergessenheit. Lange nach dem Ablauf der Patentfrist erlangte Thomsons Erfindung noch einmal Bedeutung: Als nämlich John Boyd Dunlop 1888 ein sehr ähnliches Patent einreichte, wurde dies in Unkenntnis von Thomsons früherer Arbeit ausgestellt. Als das Amt den Fehler bemerkte, musste Dunlop seine Erfindung überarbeiten und neu einreichen.
Thomsons britisches Patent enthielt als mögliche Anwendung auch eine Untergrundbahn mit Dampfzügen auf seinen Gummirädern. Diese sollten auf hölzernen Bahnen laufen, die Lenkung der Komposition hätten seitliche, horizontal angebrachte Rollen übernommen, die an einem Mast am Fahrzeug angebracht, die Tunnelwände entlang laufen sollten.

## Aufenthalt in Java

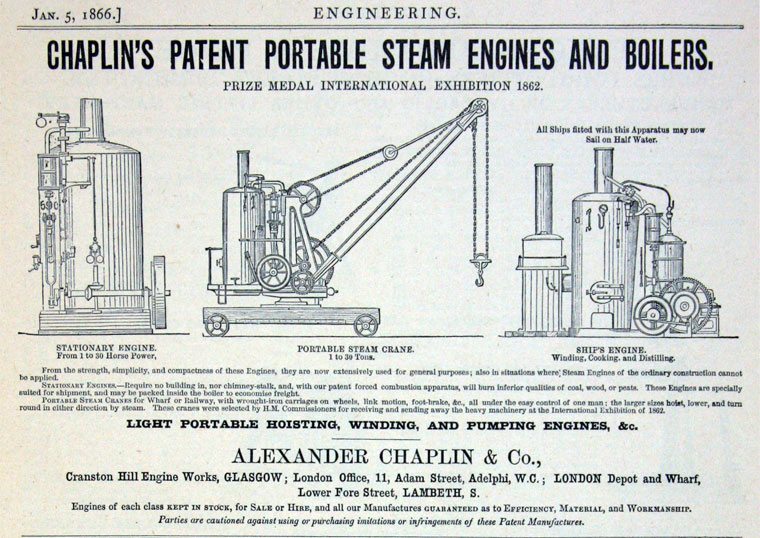
Anzeige von Alexander Chaplin & Co., Glasgow, 1866. Der fahrbare Dampfkran in der Mitte beruht auf einem Entwurf von Thomson.

1849 patentierte Thomson einen funktionierenden Füllfederhalter, den er auf der ersten Weltausstellung 1851 in London gemeinsam mit einem von ihm konstruierten Rollstuhl mit Vollgummireifen präsentierte.
Im folgenden Jahr nahm er eine Stellung als Agent einer Engineeringfirma auf Java (Indonesien) an, damals eine niederländische Kolonie. Dort war er für Maschinen und Geräte eines Kunden verantwortlich, der Zucker verarbeitete. Für diesen entwarf er Geräte und verbesserte Maschinen. Einen selbstfahrenden Dampfbagger konstruierte er, um eine Anordnung der Kolonialverwaltung zu erfüllen. Diese bewilligte den Betrieb eines solchen Geräts nur unter der Auflage, dass es jeweils abends zu entfernen sei. Thomson ließ den Bagger beim Lokomotiven- und Maschinenhersteller Alexander Chaplin & Company in Glasgow bauen. Er verzichtete darauf, dazu ein Patent einzureichen. Dies tat danach Chaplin’s so erfolgreich, dass eine ganze Familie von mobilen Dampfbaggern entstand und zwei Werke mit deren Herstellung ausgelastet waren.
1860 besuchte Thomson Lieferanten in Europa, die Komponenten für ein hydraulisches Dock fertigen sollten. Die Hülle bestand aus standardisierten, in ihrer Kategorie austauschbaren Stahlplatten. Je ein Dock entstand im Auftrag der französischen Regierung in Saigon (damals Französisch-Indochina) und für ein Unternehmen in Callao (Peru). Außerdem experimentierte er mit Gummi, was zu einem verbesserten Rad aus Vollgummi für Dampfwagen führte.

## Beschäftigung mit Dampfkraft

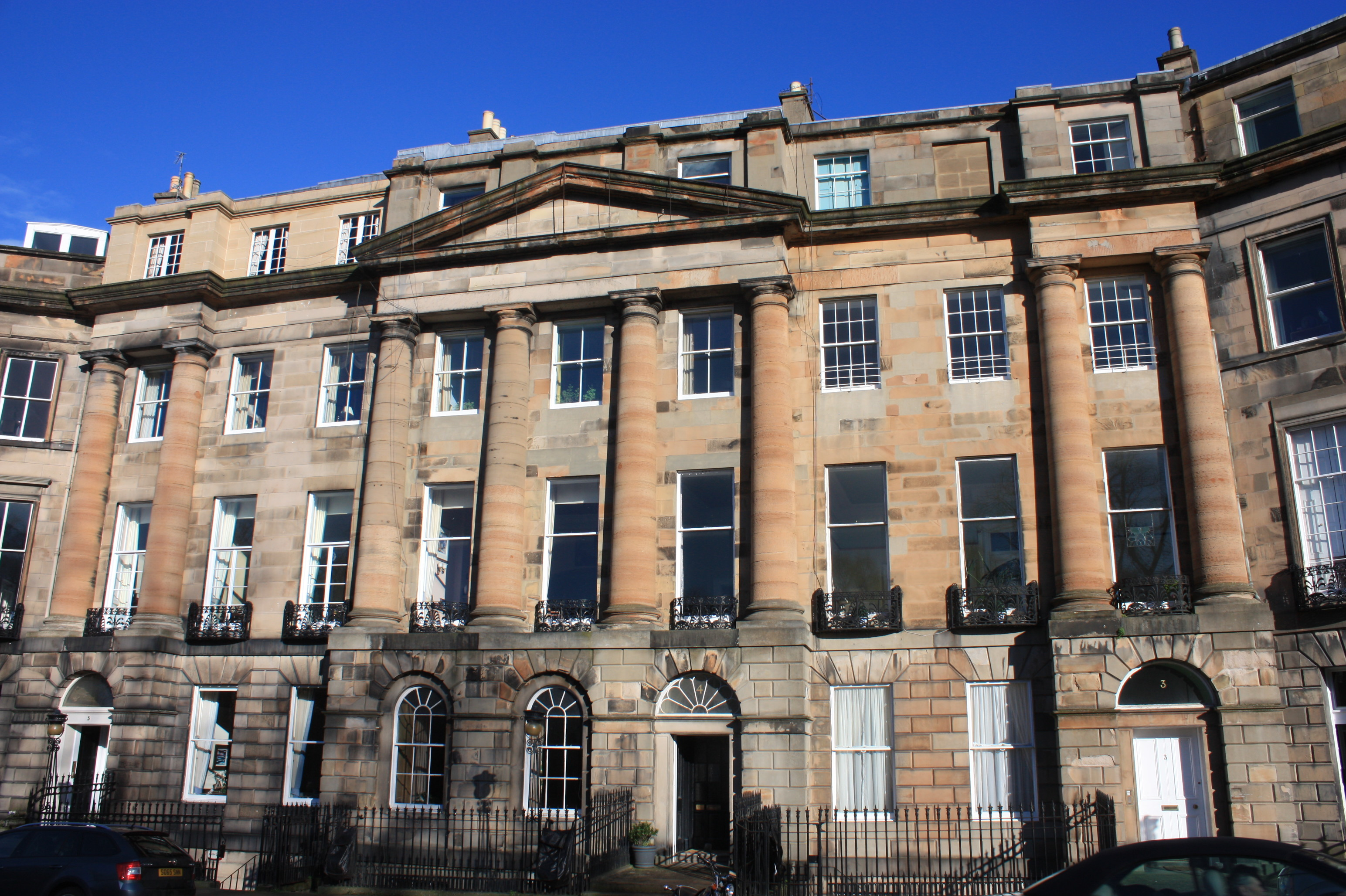
3 Moray Place in Edinburgh (rechts), Thomsons Heim 1862–1873.

Die Jahre nach seiner Rückkehr und bis zu seinem Tod waren die erfolgreichsten in Thomsons Karriere. Zunächst richtete er trotz seiner nachlassenden Gesundheit ein eigenes Engineeringbüro und eine Werkstätte ein. Letztere stand in Leith, heute ein Stadtteil von Edinburgh. Zwischen 1863 und 1866 wurden ihm drei Patente gewährt, die in Zusammenhang mit verschiedenen Aspekten der Dampfkraft stehen. Sie betrafen seine Dampfmaschine mit elliptischen Schiebern (Patent Nr. 512 vom 24. Februar 1863), einen verbesserten Dampfkessel (Patent Nr. 401 vom 13. Februar 1865) und verbesserte Kontrollanzeigen (Patent Nr. 1006 vom 9. April 1866). Diese Erfindungen flossen in seinen eigenen Dampfwagen ein.

## Elastikrad und Dampfwagen

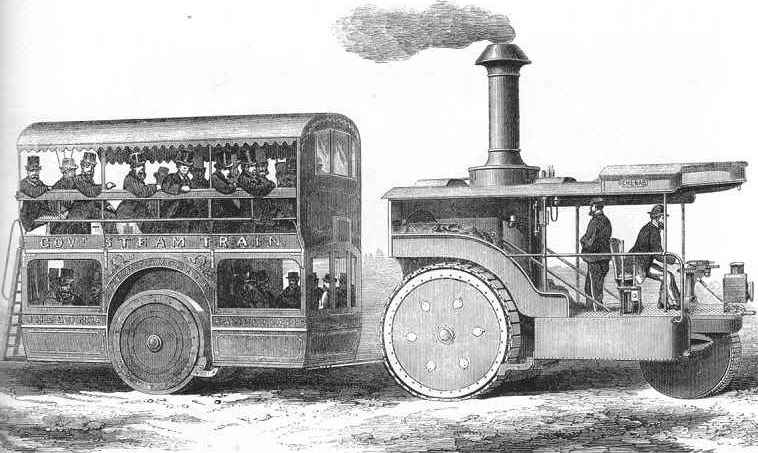
Robert William Thomsons Road Steamer (ca. 1867).

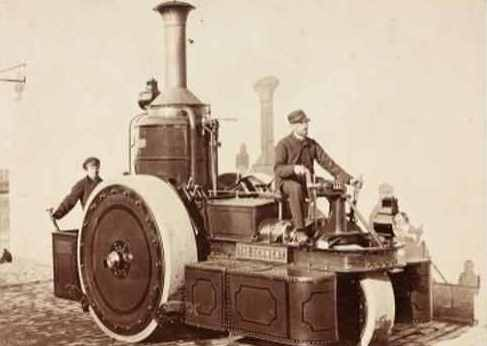
Thomsons Dampf-Tricycle wog 5 tons (5080 kg). Angetrieben von zwei liegenden 6-hp-Motoren im Heck, hatte es einen stehenden Kessel in der Mitte und Thomsons 1867 patentierte Vollgummireifen (ca. 1870).

Thomson war frustriert von den materialtechnischen Einschränkungen seines Aerial wheel. Seine Grundidee des leisen, griffigen Reifens versuchte er nun über Räder mit Vollgummibereifung zu verwirklichen. Nachdem er bereits 1851 einen entsprechend ausgestatteten Rollstuhl an der Great Exhibition gezeigt hatte, begann er auf Java an der ernsthaften Umsetzung, ein Patent dazu erhielt er aber erst am 24. Oktober 1867 mit der Nr. 2986.
In Leith stellte er mindestens einen Dampfwagen nach eigenem Patent her. Der erste dieser Road Steamer war eine Zugmaschine und für den Transport von Zucker auf Java gedacht. Thomson griff dabei auf seine alte Idee mit elastischen Reifen zurück und entwarf dazu ein Radsystem, bei dem ein weicher Vollgummireifen nur durch Friktionskraft auf der Felge gehalten wird. Das hohe Gewicht des Wagens drückt die Felge nach unten, wodurch sich die Auflagefläche des Reifens auf dem Boden erhöht und die Last besser verteilt wird. Während sich die äußere Oberfläche dem Untergrund anpasst und weniger einsinkt, bildet die innere eine Art "endlose Kette", auf der sich das Fahrzeug bewegt. Auch darauf erhielt Thomson ein Patent, ausgestellt am 24. Oktober 1867 mit der Nr. 2986.
In den folgenden Jahren verbesserte er das Rad ständig und erhielt sechs Folgepatente. Das letzte erreichte ihn wenige Tage vor seinem Tod.

## Tod und Würdigung

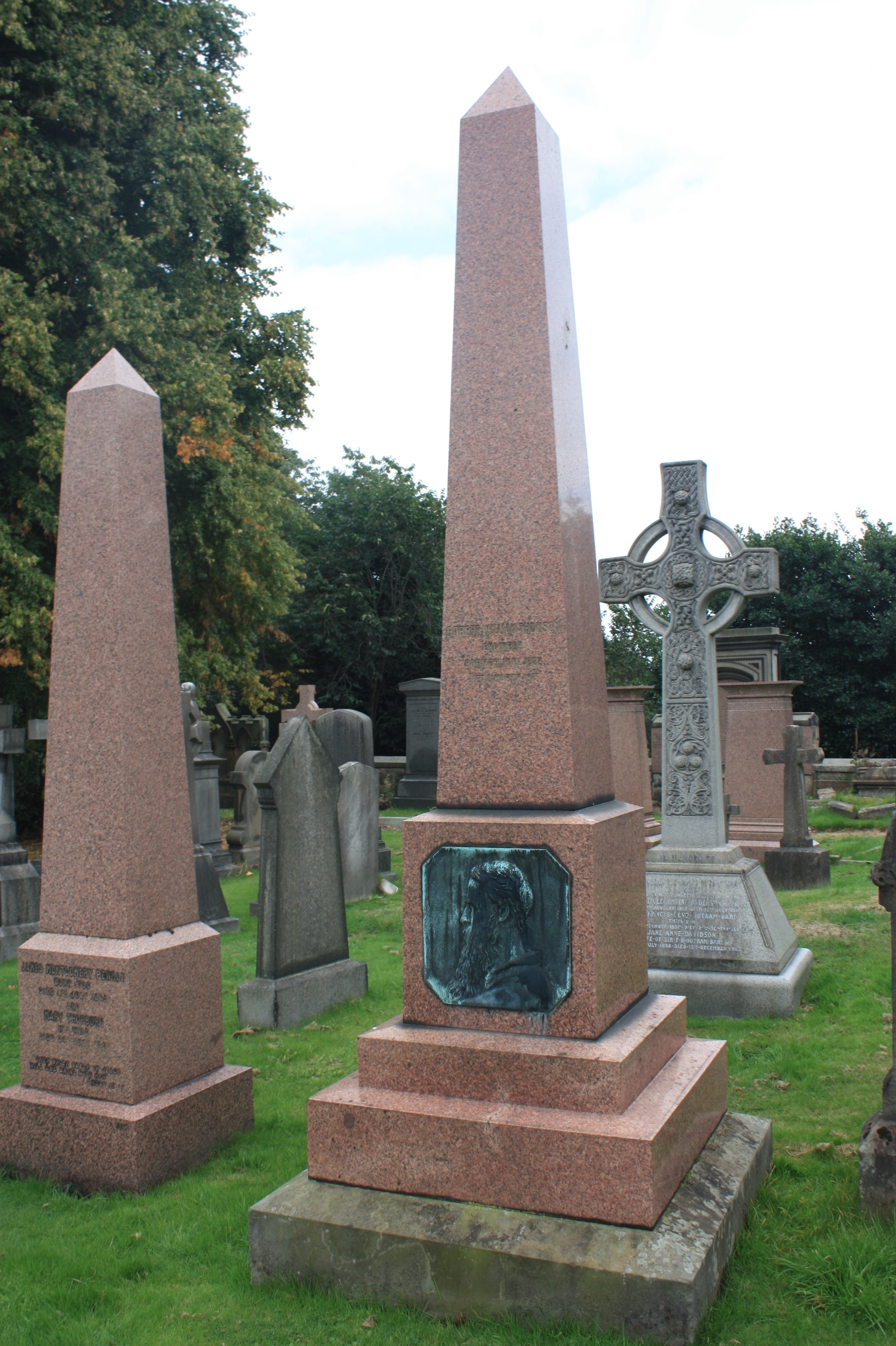
Robert William Thomsons Grab auf dem Dean Cemetery in Edinburgh.

Nach langer Krankheit verstarb Thomson am 8. März 1873 in seinem Heim in Edinburgh – „keineswegs unerwartet“, wie The Engineer in seinem Nachruf vom 14. März 1873 vermerkte. Kurz zuvor hatte er dem Organ der Royal Society of Edinburgh einen Artikel zukommen lassen: „On the Formation of Coal, and on the changes produced in the composition of the strata by the solvent action of water slowly penetrating through the Earth’s crust during long periods of geological time.“ (erschienen in Proceedings of the Royal Society of Edinburgh. Band 8, 1875, S. 68–69, deutsch: „Über die Bildung von Kohle und über die Veränderungen, die in der Zusammensetzung der Schichten durch die lösende Wirkung von Wasser erzeugt werden, das langsam und während langer Perioden geologischer Zeit durch die Erdkruste dringt.“) Seine letzte Ruhestätte fand Robert William Thomson auf dem Dean Cemetery in Edinburgh.
Clara Thomson reichte nach seinem Tod ein Patent über „Elastische Bänder, Sitze und andere Stützen und Kissen“ ein – seine letzte Arbeit.

## Thomsons Patente und Entwicklungen
- Elektrische Zündanlage für Sprengstoff
- Luftreifen Aerial wheel; Patent Nr. 90110 vom 10. Dezember 1845
- Rollstuhl; Patent vom 13. August 1846[14]
- Schreibgerät (Füllfederhalter; „Self-filling pen“; ); Patent Nr. 12691 vom 4. Juli 1849 für einen „fountain pen“.[5]
- Verbesserung in Erhalt und Anwendung von Bewegungskraft; Patent Nr. 512 vom 24. Februar 1863.[6]
- Verbesserungen in der Konstruktion von Dampfkesseln; Patent Nr. 401 vom 13. Februar 1865.[6]
- Verbesserungen von Anzeigen für Dampfmaschinen; Patent Nr. 1006 vom 9. April 1866.[6]
- Vollgummireifen („Elastic wheel“); Patent Nr. 2986 vom 24. Oktober 1867.[6]

Folgepatente:
- Nr. 573 vom 26. Februar 1870
- Nr. 601 vom 1. März 1870
- Nr. 2630 vom 4. Oktober 1870
- Nr. 434 vom 18. Februar 1871
- Nr. 2409 vom 13. September 1871
- Nr. 775 vom 4. März 1873.

- Fahrzeugpatente (Dampfwagen, Dampfomnibusse)
- Dampf-Straßenlokomotiven
- Anwendungen von Dampfkraft in der Landwirtschaft
- Vorrichtung zum Lenken von Dampfwagen auf Tramschienen
- Elastische Bänder, Sitze und andere Stützen und Kissen (1873 posthum eingereicht)

Thomsons war außerdem Urheber:
- der in beiden Drehrichtungen arbeitenden Wäschemangel
- der Bandsäge
- der Dampfmaschine mit elliptischen Drehscheiben
- von Maschinen für die Zuckerherstellung[6]
- des mobilen Dampfkrans (nicht patentiert)[6]
- des hydraulisch betriebenen Trockendocks aus vorgefertigten Elementen.[6]

### Thomsons ominöser Fahrradreifen aus Tierdärmen
Gelegentlich wird erwähnt, dass Thomson einen „Fahrrad-“ oder „Fuhrwerkreifen“ aus mit Luft gefüllten Tierdärmen hergestellt haben soll. Thomson beschäftigte sich aber weder mit Fahrrädern, noch war er Fuhrhalter. Das kolportierte Jahr 1845 deckt sich mit der Patentanmeldung für das Aerial wheel.

### Dunlop und der pneumatische Fahrradreifen
Jahrzehnte nach Thomsons Tod erlangte sein Aerial wheel-Patent noch einmal Bedeutung, als John Boyd Dunlop (1840–1921) seinen eigenen Luftreifen 1888 zum Patent anmeldete. Zwei Jahre später wurde es annulliert wegen Thomsons früherer Erfindung. Dessen Patente von 1846 in Frankreich und 1847 in den USA eröffneten andererseits André und Édouard Michelin die Handhabe, ihren eigenen Luftreifen patentieren zu lassen. Thomsons Erfindung war also ein Wegbereiter, kam aber für einen wirtschaftlichen Erfolg zu früh.

## Ehrungen

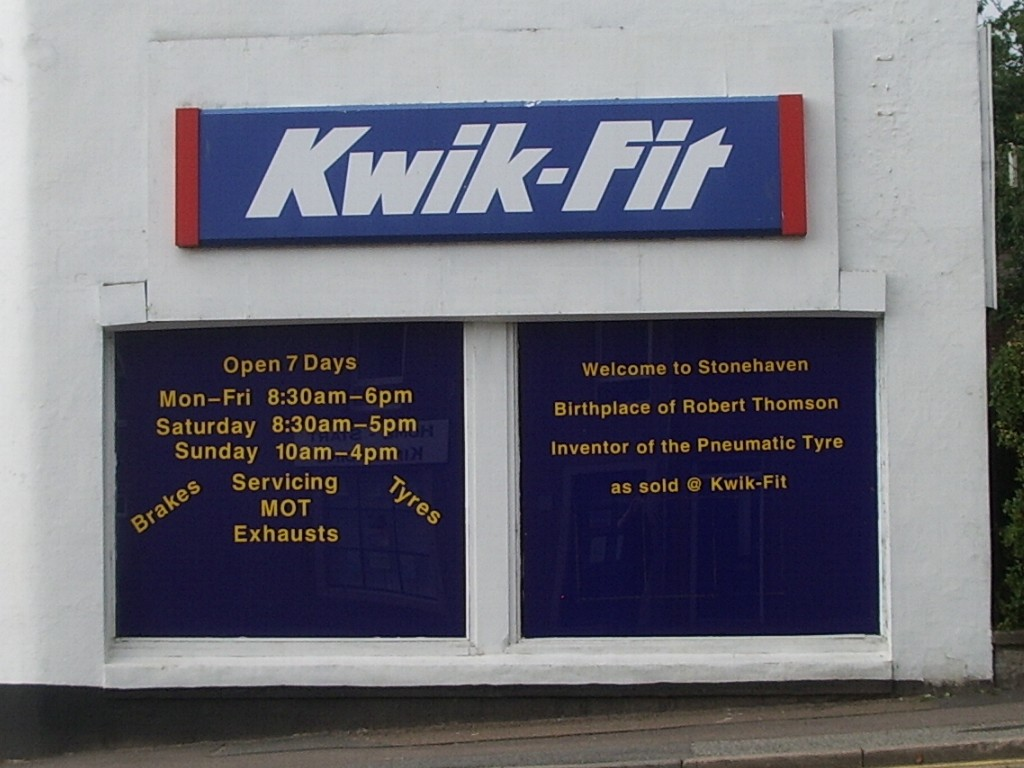
Die Erinnerung an R. W. Thomson lebt lokal weiter, wie diese Tafel an einem Reifenfachgeschäft in Stonehaven zeigt.

- Aus Anlass von Thomsons 100. Geburtstag stiftete der Royal Scottish Automobile Club 1922 der Stadt Stonehaven eine Bronzeplaquette, auf der insbesondere an das Aerial wheel erinnert wird. Sie wurde an seinem Geburtshaus auf der Südseite des Marktplatzes angebracht.[11][1][4]
- In Stonehaven findet jährlich im Juni eine Veranstaltung mit Veteranenfahrzeugen zu seinem Gedenken statt.[4]

## Familie
Während seines Aufenthalts in Java hatte Thomson Clara Hertz geheiratet, die Tochter eines Diamantenhändlers. Wegen Thomsons angegriffener Gesundheit kehrte die Familie 1862 nach Schottland zurück und ließ sich in Edinburgh nieder. Aus der Verbindung gingen vier Kinder hervor, zwei Söhne und zwei Töchter.
Sein älterer Sohn war Harold Lyon Thomson (1861–1924), ein Elektroingenieur und Mitarbeiter von Rookes Evelyn Bell Crompton, Alderman des City Council of Westminster, Bürgermeister von Westminster 1912–1913 und Captain des British Army Service Corps 1914–1918. H.L. Thomson war auch Großmeister der Freimaurerloge Ubique. Sein jüngerer Sohn war der Geschäftsmann Courtauld Thomson (1865–1954).
Zwei Jahre nach seinem Tod heiratete seine Witwe John Fletcher Moulton, Baron Moulton (1844–1921). Sie verstarb 1888.